# Vũ khí nhiệt áp

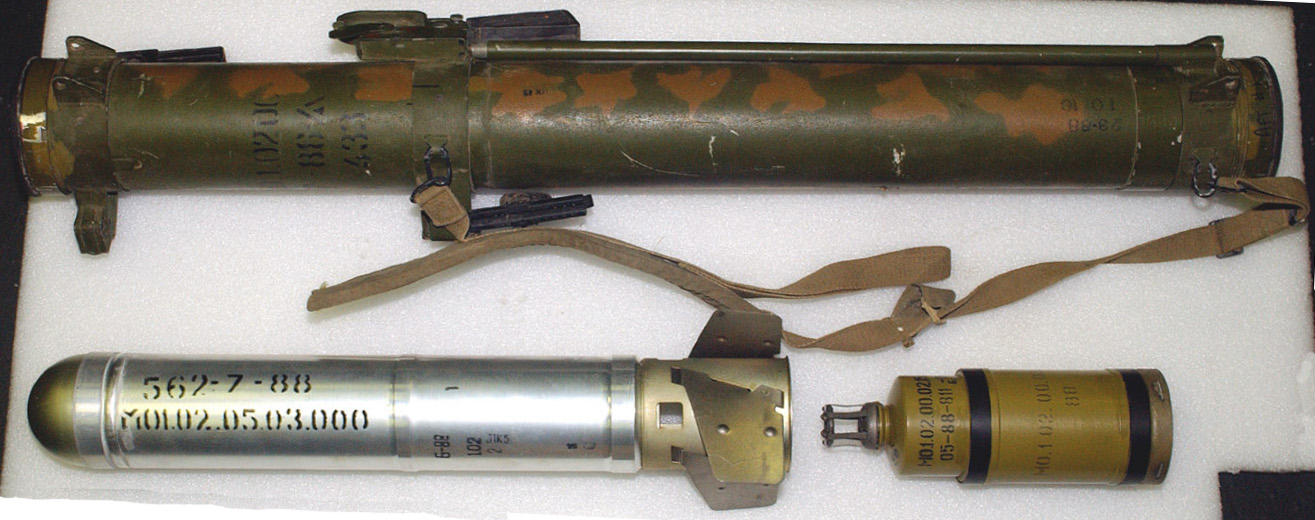
Tên lửa nhiệt áp vác vai RPO-A Shmel của Nga.

Vũ khí nhiệt áp là một loạt các vũ khí nổ, khi nổ nó có thể tạo ra hàng loạt sóng chấn động nhiều, lâu và lớn hơn các loại vũ khí nổ sử dụng các loại thuốc nổ đặc thông thường khác. Nó rất hữu dụng trong quân sự vì khả năng gây sát thương cao cũng như công phá các công sự chắc chắn, hay phương tiện cơ giới giáp nhẹ mà bình thường sẽ phải sử dụng các loại vũ khí chuyên dụng cho sát thương hoặc công phá. Nó được so sánh giống như vũ khí nguyên tử chiến thuật nhưng không phát ra phóng xạ.
Nguyên lý hoạt động của loại vũ khí này là sử dụng các sóng chấn động hội tụ vào một điểm để tạo sức công phá cao nhất. Ngọn lửa tạo ra khi đốt cháy nhiên liệu sẽ làm không khí giãn nở một cách đột ngột tạo ra các sóng chấn động này. Cũng chính ngọn lửa này tạo ra sức sát thương rất lớn do nhiệt độ của nó tỏa ra xung quanh và rút tất cả không khí vào trong ngọn lửa tạo thành một vùng chân không trong thời gian ngắn tác động đến mọi sinh vật xung quanh vụ nổ và việc rút hết dưỡng khí để cháy khiến cho mọi sinh vật bị ngạt ngất đi thậm chí dẫn đến cái chết.
Hiệu quả của loại vũ khí này phụ thuộc rất nhiều vào lượng oxy trong không khí nơi mà nó được sử dụng, thông thường hợp chất nổ của loại vũ khí này có trộn cả oxy (theo tiêu chuẩn 15% thuốc nổ và 75% oxy). Khi so sánh cùng một khối lượng vũ khí nhiệt áp có sức mạnh cao hơn nhiều lần các loại thuốc nổ đặc bình thường khác. Tuy nhiên do nhược điểm phụ thuộc vào oxy trong khu vực xung quanh mục tiêu nên nó hoàn toàn không thích hợp để sử dụng dưới nước, chiến đấu trên cao hay trong thời tiết xấu. Tuy nhiên nó lại có một lợi thế rất lớn khi triển khai trong việc tấn công các môi trường hẹp như đường hầm, hang động hay bong ke. Vì các môi trường này cung cấp sự bảo vệ khá tốt đối với các loại vũ khí nổ thông thường. Nhưng đối với vũ khí nhiệt áp môi trường hẹp nó sẽ giúp hội tụ các sóng chấn động và nhiệt gây tổn thương hiệu quả hơn, khi nó rút chân không thì trong môi trường hẹp và kín thì nguồn không khí thay thế sẽ rất khó vào khiến cho mọi sinh vật trong môi trường bị ngộp và mất cân bằng áp lực quá lâu dẫn đến tử vong.
Nó được sử dụng một cách phổ biến bởi rất nhiều nước trên thế giới. Loại vũ khí này rất hiệu quả với việc tác chiến trong môi trường đô thị và các địa hình phức tạp khác khi nó có thể tạo ra hiệu ứng cháy trên một môi trường rộng lớn tiêu diệt bộ binh xung quanh và áp suất nó gây ra có thể tập trung phá hủy rất mạnh trong một phạm vi rất nhỏ giúp giảm thiểu thiệt hại về vật chất khi cần, trong khi các loại vũ khí khác thường phá hủy cơ sở vật chất trên một phạm vi rất rộng để có khả năng sát thương tương đương.
Loại bom nhiệt áp mạnh nhất từng được thử nghiệm cho đến nay là Cha của các loại bom do Nga chế tạo với sức nổ mạnh hơn 4 lần Mẹ của các loại bom do Hoa Kỳ chế tạo.
Các loại vũ khí khác nằm trong nhóm này là vũ khí nhiệt áp xung áp lực cao, vũ khí nhiệt và áp lực, bom rút chân không và bom chùm gây cháy.

## Tên gọi
Từ thermobaric trong tiếng Hy Lạp là thermobarikos (θερμοβαρικός) là kết hợp của thermos (θερμός) nghĩa là "nóng" và baros (βάρος) nghĩa là "áp lực".

## Hoạt động

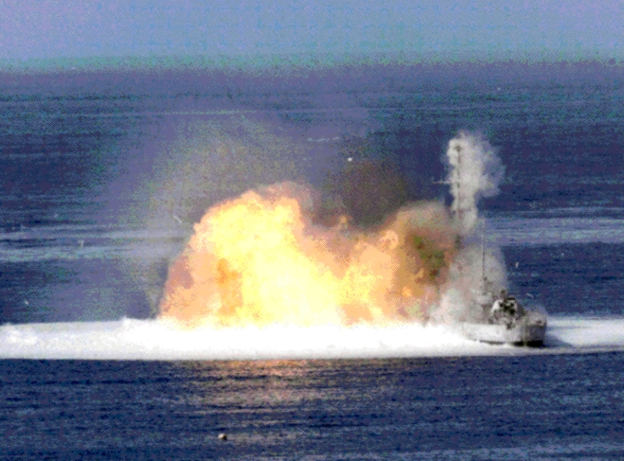
Một quả bom nhiên liệu đánh chìm chiếc USS McNulty

Vũ khí nhiệt áp trước khi nổ sẽ tung nhiên liệu của mình ra xung quanh tạo thành một đám mây rất dễ bắt cháy (thường có hình dạng một chiếc dù để sóng chấn động khi tạo ra sẽ tập trung hướng vào mục tiêu cần công phá). Việc rãi nhiên liệu nổ ra một phạm vi lớn còn giúp tăng sức chấn động do phạm vi nổ lớn cũng như mức sát thương do nhiệt độ mà nó tạo ra trên một phạm vi rộng mà các loại vũ khí mang thuốc nổ rắn bình thường không thể làm được.
Hiệu quả của loại vũ khí này phụ thuộc vào rất nhiều yếu tố như tỷ lệ thuốc nổ phân tán ra không khí, cấu trúc của đám mây nổ, các luồng gió có thể làm thay đổi hình dáng đám mây, khả năng hấp thụ không khí xung quanh, thời gian đánh lửa từ khi nhiên liệu được phát tán. Trong một số thiết kế để có dược sức mạnh cao nhất thì hỗn hợp nổ được làm lạnh để nó có thể phát tán ra rộng hơn trước khi có thể bắt cháy.
Đối với đám mây nhiên liệu sẽ có hai trường hợp sẽ khiến nó trở nên vô dụng là tỷ lệ nhiên liệu phát tán ra quá rộng dẫn đến tình trạng tỷ lệ nhiên liệu trong không khí dưới mức cho phép khiến nó không thể bắt cháy và tỷ lệ nhiên liệu trong một khu vực quá đậm đặc khiến nó không đủ dưỡng khí để có thể bắt lửa. Ví dụ đối với hơi xăng thì tỷ lệ 1,3 đến 6,0% trong một khu vực thì nó mới có thể bắt lửa còn với khí metan thì tỷ lệ là 5 đến 15%. Nhiều thông số khác góp phần vào độ nguy hiểm của đám mây nhiên liệu như độ phát tán và loại nhiên liệu mà nó được tạo thành, sức mạnh của nguồn đánh lửa, điều kiện tự nhiên khi đám mây được tạo thành và cấu trúc của đám mây.
Áp lực trong vụ nổ có thể đạt tới 430 lbf/in² (3 MPa, 30 bar) và nhiệt độ có thể đạt từ 4500 đến 5400 °F (2500 đến 3000 °C). Sóng chấn động bên ngoài vụ nổ có thể di chuyển với vận tốc 2 mi/s (3 km/s). Sau giai đoạn nổ ban đầu tạo ra sóng chấn động, nhiệt và áp lực cao gây sát thương sẽ là tình trạng rút không khí vào trong ngọn lửa khiến môi trường xung quanh vụ nổ gần như là chân không khiến cho mọi sinh vật xung quanh nó bị ngộp thở và mất cân bằng áp lực đột ngột. Chính việc rút không khí này mà ngọn lửa sẽ rút các hạt nhiên liệu chưa bắt cháy của đám mây nhiên liệu trở lại ngọn lửa nơi mà chúng sẽ bắt cháy sau đó khi có thêm dưỡng khí duy trì ngọn lửa của vụ nổ và tỏa nhiệt lâu. Hiện tượng ngạt thở và tổn thương vẫn có thể xảy ra cho mọi sinh vật ở xa vụ nổ chính, đặc biệt là khi nó xảy ra trong các môi trường hẹp như đường hầm hay hang động nơi mà vụ nổ có thể rút gần như toàn bộ không khí trong không gian kín và sức nóng cũng như áp lực của nó truyền đi rất xa trong môi trường này.
Vũ khí nhiệt áp hiện đại thường sử dụng phản ứng hóa học để kích hoạt đánh lửa chứ không phải sử dụng bộ phận đánh lửa hoặc đợi đám mây nhiên liệu tung ra rồi ném lửa hay bắn vào. Các chất nhạy cảm và phản ứng nhiệt với không khí được trộn vào nhiên liệu nổ (ví dụ AlH3) tùy vào kích thước của các hạt mà thời gian kích hoạt lửa sẽ khác nhau: Với kích thước hạt 315 μm thì nó sẽ có phản ứng và phát nhiệt chậm, còn với kích thước 5 μm thì nó sẽ phản ứng ngay lập tức khi tiếp xúc với không khí và duy trì ngọn lửa trong 40 ms. Bột nhôm được trộn vào hợp chất nổ để tạo nên nhiệt lượng cao vì nó phản ứng cháy và sinh nhiệt rất mạnh khi có lửa kích hoạt.